# Резервуар нафтовий

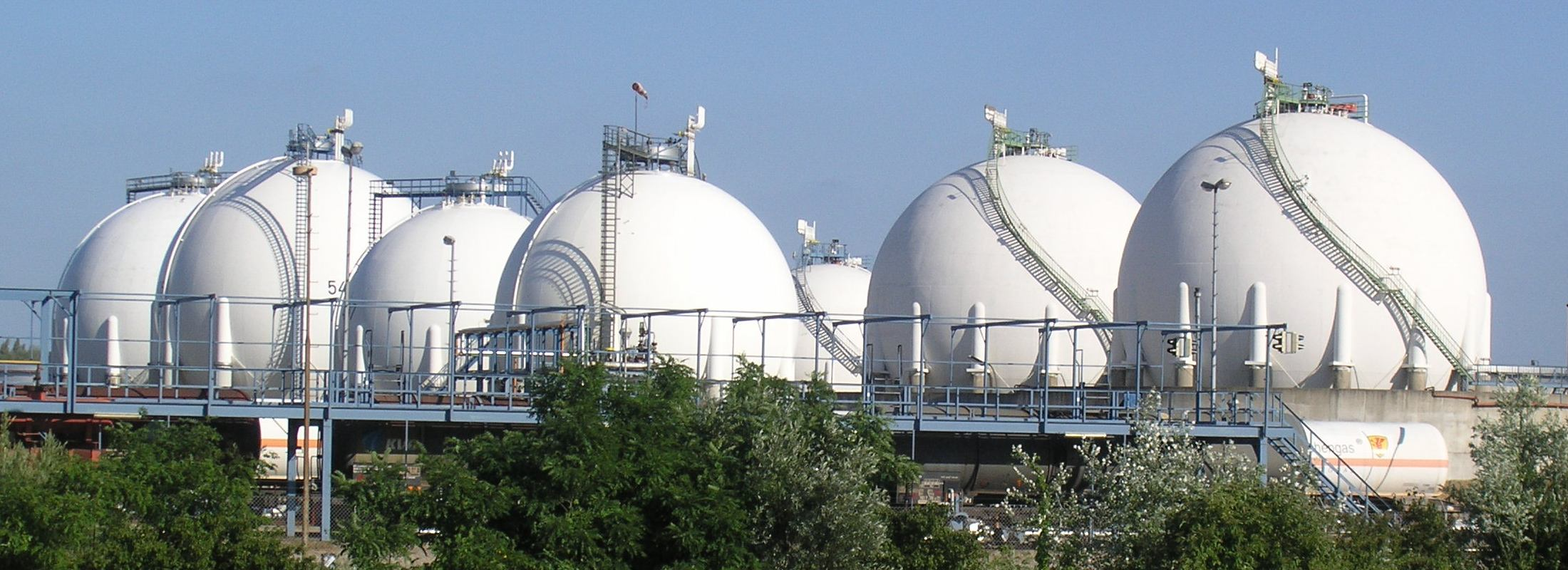
Нафтоналивні резервуари.

Резервуар нафтовий (рос. резервуар нефтяной; англ. bulk oil tank; нім. Erdöltank m) — ємність, призначена для накопичення, короткотривалого зберігання й обліку «сирої» і товарної нафти.

## Загальний опис
Нафтові резервуари — це ємності різних розмірів, призначені для накопичення, короткочасного зберігання та обліку «сирої» і товарної нафти. Групу резервуарів, зосереджених в одному місці, називають резервуарним парком. Загальний об'єм товарного резервуарного парку повинний бути рівним дводобовій плановій продуктивності всіх експлуатаційних свердловин родовища.
Нафтові резервуари будують з негорючих матеріалів у наземному, частково заглибленому та підземному виконаннях. Для збору, зберігання і заміру об'єму нафти на нафтових родовищах у більшості випадків споруджують циліндричні сталеві резервуари й рідше — бетонні або залізобетонні.
Резервуари середньої та великої місткості з метою економії металу виготовляють із змінною товщиною стінки в нижній частині резервуара.

## Елементи конструкції

Розміщення обладнання на наземному сталевому резервуарі: 1 — світловий люк; 2 — вентиляційний патрубок; 3 — вогневий запобіжник; 4 — дихальний клапан; 5 — замірний люк; 6 — покажчик рівня; 7 — люк-лаз; 8 — сифонний кран; 9 — підйомна труба; 10 — закривка; 11 — шарнір; 12 — приймально-роздавальні патрубки; 13 — перепускний пристрій; 14 — пристрій для керування підйомною трубою; 15 — пристрій для керування закривкою; 16 — роликовий блок

Для проведення операцій із прийому, зберігання та відпуску сирої та товарної нафти резервуари обладнують спеціальною гарнітурою й арматурою.
Обладнання резервуарів повинно забезпечувати правильну та безпечну їх експлуатацію:
- наповнення та спорожнення резервуарів;
- вимірювання рівня нафти;
- відбір проб нафти;
- зачищення і ремонт резервуарів;
- відстоювання нафти й видалення підтоварної води;
- підтримку тиску в резервуарі в безпечних межах.

Замірний люк 5 служить для заміру в резервуарі рівня нафти та підтоварної води, а також для відбору проб пробовідбірником. Усередині замірного люка розміщена направляюча колодка, по якій у резервуар опускають замірну стрічку з лотом. Колодку виготовляють з міді або алюмінію для попередження іскроутворення.
Люк-лаз 7 призначений для ремонту й очищення резервуара від бруду та для його освітлення і провітрювання при виконанні ремонтних робіт. Його встановлюють на нижньому поясі резервуара.
Підйомна труба 9 монтується всередині резервуара і призначена для відбору нафти з необхідної висоти.
Закривка 10 служить для запобігання витокам нафти з резервуарів при несправних засувках або аварійному стані трубопроводу. Закривка може бути керованою або некерованою. При наповненні резервуара струмінь нафти силою тиску піднімає кришку закривки, а при зупинці перекачування нафти кришка закривки під дією власної ваги опускається, закриваючи трубу. При відкачуванні нафти з резервуару кришка закривки відкривається за допомогою спеціальної лебідки.
Приймально-роздавальні патрубки 12 призначені для приєднання нафтового резервуара до приймальних та роздавальних трубопроводів. Їх діаметри визначаються заданою продуктивністю перекачуваної нафти і коливаються в межах 150—700 мм. При виборі діаметра приймально-роздавальних патрубків приймають швидкість руху рідини в трубопроводах рівною 0,5 — 2,5 м/с.
Перепускний пристрій 13 служить для вирівнювання тиску нафти з обох боків кришки закривки. Його встановлюють на резервуарах висотою більше 6 м.
Дихальний клапан 4 розраховують на надлишковий тиск або вакуум у газовому просторі резервуара 20 Па.
Для боротьби з втратами нафти, що зберігається в резервуарах, застосовують плаваючі дахи і понтони, в яких газовий простір зведений до мінімуму. Плаваючий дах резервуара (рос. плавающая крыша резервуара; англ. piston; нім. Tankschwimmdach m) — накривка резервуара, якою затуляють отвір резервуара і яка призначена для зниження втрат нафти та нафтопродуктів від випаровування з вертикальних циліндричних резервуарів без стаціонарного накриття. Розрізняють дисковий (чашоподібний), понтонний (одношаровий) та двошаровий Р.п.д.

## Різновиди

Різновиди резервуарів - надземний, напівпідземний (заглиблений), підземний, підводний.

Резервуар нафтовий заглиблений (рос. резервуар нефтяной углубленный; англ. buried oil tank; нім. Erdöltankbehälter m im Erdboden) — ємкість для зберігання нафти і нафтопродуктів, яка повністю чи частково розташована нижче рівня землі; споруджується також з ґрунтовою засипкою (наприклад, траншейні резервуари). Використовуються на складах нафти і нафтопродуктів, нафтопереробних заводах і ін. ДАТ «Магістральні нафтопроводи „Дружба“» побудовано перший в Україні двостінний резервуар ємкістю 75 тис. м³.
Резервуар нафтовий залізобетонний (рос. резервуар нефтяной железобетонный; англ. reinforced concrete oil tank; нім. Eisenbetonöltank m) — ємкість для зберігання нафти і нафтопродуктів, днище, корпус і покриття якої виготовляються із залізобетону. Форма резервуарів прямокутна або циліндрична. Розрізняють залізобетонні резервуари монолітні (днище, корпус і покриття мають загальний каркас із сталевої арматури) і збірно-монолітні (днище у вигляді монолітного блока, а корпус і покриття із збірних плит). За способом спорудження залізобетонні резервуари поділяють на наземні і заглиблені.
Резервуар морський (рос. резервуар морской; англ. sea oil tank, offshore storage tank; нім. Offshore-Tank m) — резервуар для збирання і зберігання нафти на морських родовищах.

## Вимірювання кількості та якості товарної нафти в резервуарах
Див. також Установка «Рубін-2М» вимірювання в потоці якості та кількості товарної нафти
Нафту, що пройшла УПН, а іноді й установки по стабілізації, направляють в товарні парки, де повторно вимірюють її об'єм та передають товарно-транспортним організаціям.
Для обліку товарної нафти застосовують такі методи: об'ємний, масовий та об'ємно-масовий. Великі обсяги товарної нафти вимірюють переважно об'ємним методом з використанням як мірних ємностей резервуарів, в які надходить і де зберігається нафта. Кожен резервуар калібрують (градуюють) з інтервалом не більше ніж у 1 см для встановлення залежності об'єму рідини у резервуарі від висоти наливу Н. Результати калібрування оформлюють у калібрувальну таблицю на кожний резервуар окремо.
Приклад калібрувальної (градуювальної) характеристики наведено на рисунку нижче .
Резервуари можна калібрувати різними способами:
- для малих резервуарів — наливанням у ємність та зливанням з неї відміряних об'ємів води (пролив);
- за допомогою об'ємних лічильників, пропускаючи через них воду при наливанні в резервуар та при зливанні;
- обмірюванням і розрахунком об'єму резервуара, виходячи з його фактичних розмірів — цей спосіб складання градуювальних таблиць є найбільш поширеним, тому що є більш швидким та порівняно дешевим та має практично таку ж точність як і проливні методи - див. наприклад [2] (проте, важливо відмітити, що у процесі наливу резервуар змінює свою геометрію і в цьому випадку методи проливу дають біль точні результати калібрування).

Для вимірювання кількості нафти об'ємним способом вимірюють висоту рівня нафти і висоту підтоварної води, розраховують об'єм нафти при даних висотах рівнів по калібрувальній таблиці резервуара, вносять поправки на температуру.
Місткості резервуарів розраховують з великою точністю — до четвертого знака десяткових дробів. Довжину кола і висоту резервуарів обміряють вузькою сталевою стрічкою з натягом її силою 8 кгс. Довжину та інші розміри вимірюють не менше двох разів, для розрахунку приймається середнє значення двох вимірювань. Різниця між значеннями двох вимірювань не повинна перевищувати 3 мм для довжини < 50 м і 5 мм для довжини > 50 м. Обміри виконує спеціальна комісія та оформляє їх актом.
Для сталевих вертикальних резервуарів заміряють довжину кола другого пояса, корисну висоту кожного пояса і товщину листів. Решту розмірів визначають аналітично. При визначенні фактичної місткості резервуара і складанні калібрувальної таблиці після обчислення теоретичної місткості необхідно вносити поправку на «шкідливий об'єм», тобто виключати об'єми тих вузлів, що знаходяться всередині резервуарів.
Калібрувальна таблиця є документом, на підставі якого враховують кількість товарної нафти.
Для перерахунку об'ємних кількостей товарної нафти в масові в резервуар опускають пробовідбірник і беруть пробу нафти та визначають її густину. До відбору проб нафти з резервуарів пред'являються високі вимоги. Щоб звести помилки до мінімуму, необхідно враховувати, що густина нафти і температура по висоті резервуара змінюються.

## Очищення, технічне обслуговування та ремонт
Під час вентилювання і падіння рівня парів в резервуарі, можна видати дозвіл на вхід в резервуар робочим, що використовують відповідні індивідуальні засоби захисту, в тому числі респіраторні, якщо це необхідно для початку роботи з очищення резервуару. Необхідно продовжувати моніторинг на вміст кисню, легкозаймистих парів та токсичності повітря і, якщо їх рівень в резервуарі виявиться вище встановленого, дозвіл автоматично втрачає силу, і працівники повинні негайно покинути резервуар, поки не буде знову досягнуть безпечний рівень і заново видано дозвіл. Вентиляція має тривати протягом операцій з очищення до тих пір, поки в резервуарі залишаються залишки або відкладення. Під час інспекції та очищення дозволяється використовувати тільки низьковольтне освітлення або ліхтарі встановленого зразка.
Після очищення або осушення резервуара, необхідно провести остаточну інспекцію і тестування перед початком робіт з технічного обслуговування, ремонту або модернізації. Ретельні перевірки відстійників, колодязів, покриття підлог, понтонів плаваючих дахів, опор і колон необхідні для того, щоб переконатися у відсутності імовірною витоку, через який нафта або нафтопродукт може проникнути в перераховані частини резервуара або просочитися на підлогу. Також необхідно перевірити проміжки між пінними ущільнювачами і протипожежними щитами або вторинною захисною оболонкою і провести тести на пари. Якщо в резервуарі раніше знаходився бензин, що містить свинець, і недоступна облікова документація про його кількість, необхідно провести тест на наявність свинцю в повітрі. До видачі дозволу не рекомендується працювати в резервуарі без обладнання подачі повітря для сертифікації резервуара як вільного від свинцю.
Дозвіл на проведення гарячих робіт необхідно видавати для зварювальних робіт, різання чи інших гарячих робіт, а також допуск безпеки повинен видаватися для проведення інших видів робіт по ремонту і технічного обслуговування. Зварювальні або гарячі роботи можуть привести до створення токсичних або отруйних парів всередині резервуара, тому необхідний моніторинг, використання засобів захисту органів дихання і безперервна вентиляція. Коли резервуар модернізується для установки подвійних днищ або внутрішніх плаваючих дахів, часто виникає необхідність вирізати велику дірку в стінці резервуара для забезпечення доступу в резервуар, а також щоб уникнути необхідності використання вимог, що висуваються при отриманні дозволу на вхід у замкнутий простір.
Після внутрішнього очищення резервуару треба піскоструминне очищення і фарбування зовнішньої поверхні резервуара, яка має бути завершена до повернення резервуара в експлуатацію. Ця робота, разом з очищенням і пофарбуванням системи труб нафтового парку, може займатися паралельно з експлуатацією резервуарів і системи труб, за умови застосування запропонованих процедур безпеки, таких як проведення моніторингу на пари вуглецю і зупинку робіт по піскоструминному очищенню коли довколишні резервуари приймають горючі рідкі продукти. Піскоструминне очищення, яке використовує пісок, має такий фактор ризику, як вплив кремнеземом; тому в багатьох країнах урядові органи і компанії вимагають використання спеціальних нетоксичних матеріалів при струменевого очищення або абразиву, який можна зібрати, очистити і заново використовувати. Щоб уникнути зараження при очищенні фарби, яка містить свинець, з резервуарів і труб, можна використовувати спеціальні струменеві очищаючі пристрої вакуумного збору. Після струменевого очищення, також місця корпусу резервуара і труб, де можна очікувати витоків і просочування, необхідно протестувати і відремонтувати до початку робіт з фарбування.

## Протипожежний захист резервуарів
Захист резервуарів від пожежі і методика запобігання пожеж являють собою наукову дисципліну, яка розглядає: зв'язок між типом резервуара, станом і розміром і продуктом і кількістю, завантаженим в резервуар; розташування резервуара на рельєфі місцевості, оточення дамбами і дренаж; протипожежні потужності і засоби запобігання пожеж; стороння допомога; філософія компанії, галузеві стандарти і нормативні документи. Контроль і ліквідація пожежі на резервуарах залежить в основному від раннього виявлення загоряння. Слід звернутися до ряду рекомендованих стандартів і методів, розроблених такими організаціями як API і Національна Асоціація Боротьби з Пожежами (НАБП), які дуже докладно розглядають питання запобігання та захисту резервуарів від вогню.
Якщо має місце резервуар з плаваючим дахом відкритого типу не сферичної форми, або якщо ущільнювачі спрацювалися або нещільно прилягають до корпусу резервуара, пари можуть просочитися і змішатися з повітрям, утворюючи горючу суміш. У такій ситуації при ударі блискавки може спалахнути вогонь в точці, в якій ущільнювачі даху примикають до корпусу резервуара. При ранньому виявленні несильне загоряння ущільнювачів можна ліквідувати ручним вогнегасником, що працює на поршні з порошком або піною, що надходить з шланга і системи.
Якщо вогонь на прокладці не вдається згасити ручним вогнегасником або потоком піни з шланга, або якщо пожежа розростається, піну можна подати на дах через стаціонарну або напівфіксовану систему або великими пінними гідромоніторами. Необхідно вжити заходів обережності при подачі піни на дах резервуара з плаваючою дахом. Якщо до даху буде прикладена занадто велике вагове навантаження, він може нахилитися або опуститися вниз, розширивши таким чином ділянку поширення пожежі і кількість палаючого продукту. Пінні перемички використовують на резервуарах з плаваючими дахами для утримання піни між ущільнювачами і корпусом резервуара. Коли піна вляжеться, вода виведеться назовні під пінними перемичками, її необхідно видалити за допомогою системи дренажу даху резервуара для того, щоб вагова навантаження на дах не допустила занурення даху.
Водопінні розчини можуть також проводитися централізовано і подаватися по трубах і гідрантах розподільної системи; для з'єднання напівфіксованої подачі піни резервуара до найближчого гідранта можна використовувати шланги. Якщо резервуари не оснащені фіксованими або напівфіксованими системами подачі піни, піну можна застосувати, попередньо доставивши на вершину резервуара за допомогою пінних моніторів, пожежних шлангів і форсунок. Незалежно від застосовуваного методу для боротьби з повномасштабним пожежею на резервуарі необхідно застосувати певний обсяг піни, використовуючи спеціальну технологію, спеціальну концентрацію і швидкість подачі за мінімальний час; ці параметри в основному залежать від розмірів резервуара, типу продукту і величини зони поширення вогню. При нестачі пінного концентрату для виконання необхідних критеріїв, можливість контролювати або ліквідувати пожежу буде зведена до мінімуму.
Тільки навченим і досвідченим пожежникам дозволяється використовувати воду для боротьби з палаючими рідкими нафтопродуктами резервуара. Раптові виверження або викиди киплячої рідини можуть мати місце при перетворенні води в пару, при прямій подачі води на полум'я, яке викликається горінням сирої нафти або важких нафтопродуктів в резервуарі. Оскільки вода важче, ніж більшість вуглецевих видів палива, вона опускається на дно резервуара і, якщо подається в достатньому обсязі, наповнює резервуар і виштовхує палаючий продукт вгору і через вершину резервуара. Воду зазвичай використовують для контролю і ліквідації виплескувань вогню на ділянці навколо резервуара так, щоб можна було працювати з засувками, керуючи потоком продукту, охолоджувати резервуари для запобігання вибухів палаючої рідини — парів, що поширюються і знизити ступінь впливу жару і недопущення розповсюдження полум'я на прилеглі резервуари і обладнання. З причини нестачі навченого персоналу, спеціальних матеріалів та обладнання на багатьох терміналах і нафтобазах існує практика, яка полягає скоріше в видаленні максимально можливої кількості продукту, захисту прилеглих споруд від жару і полум'я, в той час як продукт в резервуарі продовжує вигоряти, в контрольованій ситуації, а не в спробах ліквідувати пожежу власними силами.
Методи або їх комбінація, що дозволяють контролювати пожежі на резервуарах вуглеводнів:
- Відсічення надходження палива. Один з найефективніших і легко здійсненних методів контролю і ліквідації горіння вуглецю полягає в відсіченні джерела надходження палива закриттям засувки, напрямком потоку палива по іншому маршруту або, якщо мова йде про невеликих кількостях палива, контролювати ступінь впливу, дозволяючи паливу вигоріти. Можна також використовувати піну для покриття пролитого вуглеводню, щоб запобігти емісії парів і їх змішування з повітрям.
- Відсічення надходження кисню. Інший метод полягає в відсіченні надходження повітря або кисню, збивання полум'я піною, водяним туманом, а також використовуючи двоокис вуглецю або азот для витіснення повітря в закритих просторах.
- Охолодження. Водяний туман, водяна пара або спрей, а також двоокис вуглецю можна використовувати для гасіння певних нафтопродуктів за допомогою зниження температури вогню нижче температури горіння продукту, а також запобігання потрапляння парів в повітря і змішання з ним.
- Переривання процесу горіння. Хімічні речовини, такі як сухі порошки та галогени ліквідують вогонь, перериваючи хімічну реакцію горіння.